# 2012-es WEC-szezon

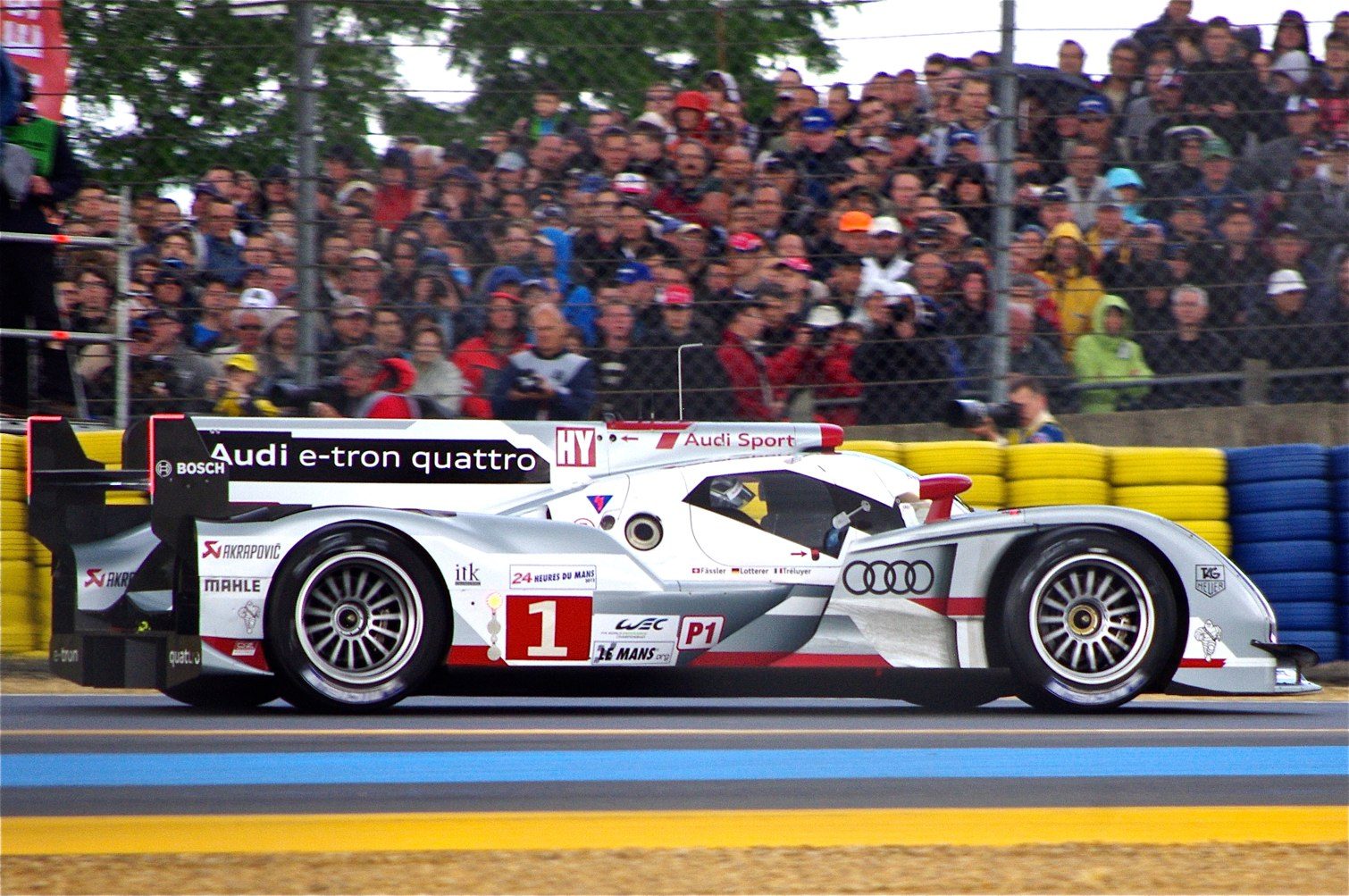
Az Audi nyerte a 2012-es FIA WEC-szezont

A 2012-es FIA World Endurance Championship szezon a széria történetének 1. szezonja, miután felváltotta az Intercontinental Le Mans Cupot. A Nemzetközi Automobil Szövetség (FIA) és a Automobile Club de l'Ouest (ACO) közös szervezésével jött létre. A sorozatban Le Mans típusú autók és gyári típusú autók vesznek részt. A két Le Mans-prototípus (LMP 1, LMP 2) és az utcai autókból átalakított versenyautók (Grand Tourismo GT1, GT2) alkotják a négy kategóriájú bajnokságot.

## Versenynaptár
| Forduló | Futam                            | Pálya                          | Helyszín                                    | Dátum          |
| ------- | -------------------------------- | ------------------------------ | ------------------------------------------- | -------------- |
| 1       | Sebringi 12 órás autóverseny     | Sebring International Raceway  | Sebring, Florida, Amerikai Egyesült Államok | Március 17.    |
| 2       | Spái 6 órás verseny              | Circuit de Spa-Francorchamps   | Spa, Belgium                                | Május 5.       |
| 3       | Le Mans-i 24 órás                | Circuit de la Sarthe           | Le Mans, Franciaország                      | Június 16–17.  |
| 4       | Silverstone-i 6 órás autóverseny | Silverstone Circuit            | Silverstone, Egyesült Királyság             | Augusztus 26.  |
| 5       | São Paulo-i 6 órás autóverseny   | Autódromo José Carlos Pace     | São Paulo, Brazília                         | Szeptember 15. |
| 6       | Bahrein-i 6 órás autóverseny     | Bahrain International Circuit  | Szahír, Bahrein                             | Szeptember 29. |
| 7       | Fuji 6 órás autóverseny          | Fuji Speedway                  | Oyama, Japán                                | Október 14.    |
| 8       | Sanghaji 6 órás autóverseny      | Shanghai International Circuit | Sanghaj, Kína                               | Október 28.    |

## Csapatok és pilóták

### LMP1
| Csapat                | Autó                                                | Motor | Gumiabroncs | #  | Versenyzők               | Fordulók |
| --------------------- | --------------------------------------------------- | --- | ----------- | -- | ------------------------ | -------- |
| Audi Sport Team Joest | Audi R18 TDI Audi R18 ultra Audi R18 e-tron quattro | Audi TDI 3.7 L Turbo V6 (Diesel) Audi TDI 3.7 L Turbo V6 (Diesel) Audi TDI 3.7 L Turbo V6 (Hybrid Diesel) | M           | 1  | André Lotterer           | Összes   |
| Audi Sport Team Joest | Audi R18 TDI Audi R18 ultra Audi R18 e-tron quattro | Audi TDI 3.7 L Turbo V6 (Diesel) Audi TDI 3.7 L Turbo V6 (Diesel) Audi TDI 3.7 L Turbo V6 (Hybrid Diesel) | M           | 1  | Benoît Tréluyer          | Összes   |
| Audi Sport Team Joest | Audi R18 TDI Audi R18 ultra Audi R18 e-tron quattro | Audi TDI 3.7 L Turbo V6 (Diesel) Audi TDI 3.7 L Turbo V6 (Diesel) Audi TDI 3.7 L Turbo V6 (Hybrid Diesel) | M           | 1  | Marcel Fässler           | Összes   |
| Audi Sport Team Joest | Audi R18 TDI Audi R18 ultra Audi R18 e-tron quattro | Audi TDI 3.7 L Turbo V6 (Diesel) Audi TDI 3.7 L Turbo V6 (Diesel) Audi TDI 3.7 L Turbo V6 (Hybrid Diesel) | M           | 2  | Allan McNish             | Összes   |
| Audi Sport Team Joest | Audi R18 TDI Audi R18 ultra Audi R18 e-tron quattro | Audi TDI 3.7 L Turbo V6 (Diesel) Audi TDI 3.7 L Turbo V6 (Diesel) Audi TDI 3.7 L Turbo V6 (Hybrid Diesel) | M           | 2  | Tom Kristensen           | Összes   |
| Audi Sport Team Joest | Audi R18 TDI Audi R18 ultra Audi R18 e-tron quattro | Audi TDI 3.7 L Turbo V6 (Diesel) Audi TDI 3.7 L Turbo V6 (Diesel) Audi TDI 3.7 L Turbo V6 (Hybrid Diesel) | M           | 2  | Dindo Capello            | 1–3      |
| Audi Sport Team Joest | Audi R18 TDI Audi R18 ultra Audi R18 e-tron quattro | Audi TDI 3.7 L Turbo V6 (Diesel) Audi TDI 3.7 L Turbo V6 (Diesel) Audi TDI 3.7 L Turbo V6 (Hybrid Diesel) | M           | 2  | Lucas di Grassi          | 5        |
| Audi Sport Team Joest | Audi R18 TDI Audi R18 ultra Audi R18 e-tron quattro | Audi TDI 3.7 L Turbo V6 (Diesel) Audi TDI 3.7 L Turbo V6 (Diesel) Audi TDI 3.7 L Turbo V6 (Hybrid Diesel) | M           | 3  | Timo Bernhard            | 1        |
| Audi Sport Team Joest | Audi R18 TDI Audi R18 ultra Audi R18 e-tron quattro | Audi TDI 3.7 L Turbo V6 (Diesel) Audi TDI 3.7 L Turbo V6 (Diesel) Audi TDI 3.7 L Turbo V6 (Hybrid Diesel) | M           | 3  | Marc Gené                | 2–3      |
| Audi Sport Team Joest | Audi R18 TDI Audi R18 ultra Audi R18 e-tron quattro | Audi TDI 3.7 L Turbo V6 (Diesel) Audi TDI 3.7 L Turbo V6 (Diesel) Audi TDI 3.7 L Turbo V6 (Hybrid Diesel) | M           | 3  | Romain Dumas             | 1–3      |
| Audi Sport Team Joest | Audi R18 TDI Audi R18 ultra Audi R18 e-tron quattro | Audi TDI 3.7 L Turbo V6 (Diesel) Audi TDI 3.7 L Turbo V6 (Diesel) Audi TDI 3.7 L Turbo V6 (Hybrid Diesel) | M           | 3  | Loïc Duval               | 1–3      |
| Toyota Racing         | Toyota TS030 Hybrid                                 | Toyota 3.4 L V8 (Hybrid)                                                                                  | M           | 7  | Nicolas Lapierre         | 3–8      |
| Toyota Racing         | Toyota TS030 Hybrid                                 | Toyota 3.4 L V8 (Hybrid)                                                                                  | M           | 7  | Alexander Wurz           | 3–8      |
| Toyota Racing         | Toyota TS030 Hybrid                                 | Toyota 3.4 L V8 (Hybrid)                                                                                  | M           | 7  | Nakadzsima Kazuki        | 3–4, 7   |
| Toyota Racing         | Toyota TS030 Hybrid                                 | Toyota 3.4 L V8 (Hybrid)                                                                                  | M           | 8  | Anthony Davidson         | 3        |
| Toyota Racing         | Toyota TS030 Hybrid                                 | Toyota 3.4 L V8 (Hybrid)                                                                                  | M           | 8  | Sébastien Buemi          | 3        |
| Toyota Racing         | Toyota TS030 Hybrid                                 | Toyota 3.4 L V8 (Hybrid)                                                                                  | M           | 8  | Stéphane Sarrazin        | 3        |
| Rebellion Racing      | Lola B11/60 Lola B12/60                             | Toyota RV8KLM 3.4 L V8 Toyota RV8KLM 3.4 L V8                                                             | M           | 12 | Neel Jani                | Összes   |
| Rebellion Racing      | Lola B11/60 Lola B12/60                             | Toyota RV8KLM 3.4 L V8 Toyota RV8KLM 3.4 L V8                                                             | M           | 12 | Nicolas Prost            | Összes   |
| Rebellion Racing      | Lola B11/60 Lola B12/60                             | Toyota RV8KLM 3.4 L V8 Toyota RV8KLM 3.4 L V8                                                             | M           | 12 | Nick Heidfeld            | 1–3      |
| Rebellion Racing      | Lola B11/60 Lola B12/60                             | Toyota RV8KLM 3.4 L V8 Toyota RV8KLM 3.4 L V8                                                             | M           | 13 | Andrea Belicchi          | Összes   |
| Rebellion Racing      | Lola B11/60 Lola B12/60                             | Toyota RV8KLM 3.4 L V8 Toyota RV8KLM 3.4 L V8                                                             | M           | 13 | Harold Primat            | Összes   |
| Rebellion Racing      | Lola B11/60 Lola B12/60                             | Toyota RV8KLM 3.4 L V8 Toyota RV8KLM 3.4 L V8                                                             | M           | 13 | Jeroen Bleekemolen       | 1, 3     |
| Rebellion Racing      | Lola B11/60 Lola B12/60                             | Toyota RV8KLM 3.4 L V8 Toyota RV8KLM 3.4 L V8                                                             | M           | 13 | Congfu Cheng             | 8        |
| OAK Racing            | OAK Pescarolo 01                                    | Judd DB 3.4 L V8 Honda LM-V8 3.4 L V8                                                                     | D           | 15 | Dominik Kraihamer        | 1–3, 7–8 |
| OAK Racing            | OAK Pescarolo 01                                    | Judd DB 3.4 L V8 Honda LM-V8 3.4 L V8                                                                     | D           | 15 | Bertrand Baguette        | 1–3, 7–8 |
| OAK Racing            | OAK Pescarolo 01                                    | Judd DB 3.4 L V8 Honda LM-V8 3.4 L V8                                                                     | D           | 15 | Guillaume Moreau         | 1–2      |
| OAK Racing            | OAK Pescarolo 01                                    | Judd DB 3.4 L V8 Honda LM-V8 3.4 L V8                                                                     | D           | 15 | Franck Montagny          | 3        |
| OAK Racing            | OAK Pescarolo 01                                    | Judd DB 3.4 L V8 Honda LM-V8 3.4 L V8                                                                     | D           | 15 | Szató Takuma             | 7–8      |
| Pescarolo Team        | Pescarolo 01 Pescarolo 03                           | Judd GV5 S2 5.0 L V10 Judd DB 3.4 L V8                                                                    | M           | 16 | Jean-Christophe Boullion | 1, 3     |
| Pescarolo Team        | Pescarolo 01 Pescarolo 03                           | Judd GV5 S2 5.0 L V10 Judd DB 3.4 L V8                                                                    | M           | 16 | Emmanuel Collard         | 1, 3     |
| Pescarolo Team        | Pescarolo 01 Pescarolo 03                           | Judd GV5 S2 5.0 L V10 Judd DB 3.4 L V8                                                                    | M           | 16 | Julien Jousse            | 1        |
| Pescarolo Team        | Pescarolo 01 Pescarolo 03                           | Judd GV5 S2 5.0 L V10 Judd DB 3.4 L V8                                                                    | M           | 16 | Stuart Hall              | 3        |
| Pescarolo Team        | Dome S102.5                                         | Judd DB 3.4 L V8                                                                                          | M           | 17 | Sébastien Bourdais       | 2–3      |
| Pescarolo Team        | Dome S102.5                                         | Judd DB 3.4 L V8                                                                                          | M           | 17 | Nicolas Minassian        | 2–3      |
| Pescarolo Team        | Dome S102.5                                         | Judd DB 3.4 L V8                                                                                          | M           | 17 | Ara Szeidzsi             | 3        |
| Strakka Racing        | HPD ARX-03a                                         | Honda LM-V8 3.4 L V8                                                                                      | M           | 21 | Jonny Kane               | Összes   |
| Strakka Racing        | HPD ARX-03a                                         | Honda LM-V8 3.4 L V8                                                                                      | M           | 21 | Nick Leventis            | Összes   |
| Strakka Racing        | HPD ARX-03a                                         | Honda LM-V8 3.4 L V8                                                                                      | M           | 21 | Danny Watts              | Összes   |
| JRM                   | HPD ARX-03a                                         | Honda LM-V8 3.4 L V8                                                                                      | M           | 22 | David Brabham            | Összes   |
| JRM                   | HPD ARX-03a                                         | Honda LM-V8 3.4 L V8                                                                                      | M           | 22 | Karun Chandhok           | Összes   |
| JRM                   | HPD ARX-03a                                         | Honda LM-V8 3.4 L V8                                                                                      | M           | 22 | Peter Dumbreck           | Összes   |

| Fontos megjegyzés                                                               | Fontos megjegyzés |
| ------------------------------------------------------------------------------- | ----------------- |
| Egész szezonban szerepelt * Összes bajnoki pont jár                             |                   |
| Alkalmi versenyző * Csak versenyzői pontok járnak                               |                   |
| Gyártói belépés * versenyzői pontok járnak * LMP1-es gyártói pontok Le Mans-ban |                   |

### LMP2
| Csapat                  | Autó        | Motor                                   | Gumiabroncs | #  | Versenyzők               | Fordulók  |
| ----------------------- | ----------- | --------------------------------------- | ----------- | -- | ------------------------ | --------- |
| Signatech-Nissan        | Oreca 03    | Nissan VK45DE 4.5 L V8                  | D           | 23 | Olivier Lombard          | Összes    |
| Signatech-Nissan        | Oreca 03    | Nissan VK45DE 4.5 L V8                  | D           | 23 | Franck Mailleux          | Összes    |
| Signatech-Nissan        | Oreca 03    | Nissan VK45DE 4.5 L V8                  | D           | 23 | Jordan Tresson           | Összes    |
| Signatech-Nissan        | Oreca 03    | Nissan VK45DE 4.5 L V8                  | D           | 26 | Pierre Ragues            | 2–8       |
| Signatech-Nissan        | Oreca 03    | Nissan VK45DE 4.5 L V8                  | D           | 26 | Nelson Panciatici        | 2–8       |
| Signatech-Nissan        | Oreca 03    | Nissan VK45DE 4.5 L V8                  | D           | 26 | Roman Rusinov            | 2–8       |
| OAK Racing              | Morgan LMP2 | Judd HK 3.6 L V8 Nissan VK45DE 4.5 L V8 | D           | 24 | Jacques Nicolet          | Összes    |
| OAK Racing              | Morgan LMP2 | Judd HK 3.6 L V8 Nissan VK45DE 4.5 L V8 | D           | 24 | Olivier Pla              | Összes    |
| OAK Racing              | Morgan LMP2 | Judd HK 3.6 L V8 Nissan VK45DE 4.5 L V8 | D           | 24 | Matthieu Lahaye          | Összes    |
| OAK Racing              | Morgan LMP2 | Judd HK 3.6 L V8 Nissan VK45DE 4.5 L V8 | D           | 35 | David Heinemeier Hansson | 2–4       |
| OAK Racing              | Morgan LMP2 | Judd HK 3.6 L V8 Nissan VK45DE 4.5 L V8 | D           | 35 | Bas Leinders             | 2–3       |
| OAK Racing              | Morgan LMP2 | Judd HK 3.6 L V8 Nissan VK45DE 4.5 L V8 | D           | 35 | Maxime Martin            | 3         |
| OAK Racing              | Morgan LMP2 | Judd HK 3.6 L V8 Nissan VK45DE 4.5 L V8 | D           | 35 | Bertrand Baguette        | 4–6       |
| OAK Racing              | Morgan LMP2 | Judd HK 3.6 L V8 Nissan VK45DE 4.5 L V8 | D           | 35 | Dominik Kraihamer        | 4–6       |
| OAK Racing              | Morgan LMP2 | Judd HK 3.6 L V8 Nissan VK45DE 4.5 L V8 | D           | 35 | Alex Brundle             | 5–6       |
| ADR-Delta               | Oreca 03    | Nissan VK45DE 4.5 L V8                  | D           | 25 | Tor Graves               | Összes    |
| ADR-Delta               | Oreca 03    | Nissan VK45DE 4.5 L V8                  | D           | 25 | John Martin              | Összes    |
| ADR-Delta               | Oreca 03    | Nissan VK45DE 4.5 L V8                  | D           | 25 | Robbie Kerr              | 1–2       |
| ADR-Delta               | Oreca 03    | Nissan VK45DE 4.5 L V8                  | D           | 25 | Jan Charouz              | 3–5       |
| ADR-Delta               | Oreca 03    | Nissan VK45DE 4.5 L V8                  | D           | 25 | Nakano Sindzsi           | 7         |
| ADR-Delta               | Oreca 03    | Nissan VK45DE 4.5 L V8                  | D           | 25 | Mathias Beche            | 8         |
| Gulf Racing Middle East | Lola B12/80 | Nissan VK45DE 4.5 L V8                  | D           | 28 | Fabien Giroix            | 1–3       |
| Gulf Racing Middle East | Lola B12/80 | Nissan VK45DE 4.5 L V8                  | D           | 28 | Maxime Jousse            | 1–2       |
| Gulf Racing Middle East | Lola B12/80 | Nissan VK45DE 4.5 L V8                  | D           | 28 | Stefan Johansson         | 1–3       |
| Gulf Racing Middle East | Lola B12/80 | Nissan VK45DE 4.5 L V8                  | D           | 28 | Ludovic Badey            | 3         |
| Gulf Racing Middle East | Lola B12/80 | Nissan VK45DE 4.5 L V8                  | D           | 29 | Frédéric Fatien          | 1–2       |
| Gulf Racing Middle East | Lola B12/80 | Nissan VK45DE 4.5 L V8                  | D           | 29 | Ihara Keiko              | Összes    |
| Gulf Racing Middle East | Lola B12/80 | Nissan VK45DE 4.5 L V8                  | D           | 29 | Jean-Denis Délétraz      | Összes    |
| Gulf Racing Middle East | Lola B12/80 | Nissan VK45DE 4.5 L V8                  | D           | 29 | Marc Rostan              | 3         |
| Gulf Racing Middle East | Lola B12/80 | Nissan VK45DE 4.5 L V8                  | D           | 29 | Fabien Giroix            | 4–8       |
| Lotus                   | Lola B12/80 | Lotus (Judd) 3.6 L V8                   | D           | 31 | Thomas Holzer            | Összes    |
| Lotus                   | Lola B12/80 | Lotus (Judd) 3.6 L V8                   | D           | 31 | Mirco Schultis           | 1–5, 7–8  |
| Lotus                   | Lola B12/80 | Lotus (Judd) 3.6 L V8                   | D           | 31 | Luca Moro                | 1, 3, 5–6 |
| Lotus                   | Lola B12/80 | Lotus (Judd) 3.6 L V8                   | D           | 31 | Renger van der Zande     | 2         |
| Lotus                   | Lola B12/80 | Lotus (Judd) 3.6 L V8                   | D           | 31 | Christijan Albers        | 4         |
| Lotus                   | Lola B12/80 | Lotus (Judd) 3.6 L V8                   | D           | 32 | Luca Moro                | 2         |
| Lotus                   | Lola B12/80 | Lotus (Judd) 3.6 L V8                   | D           | 32 | Kevin Weeda              | 2, 4–8    |
| Lotus                   | Lola B12/80 | Lotus (Judd) 3.6 L V8                   | D           | 32 | James Rossiter           | 2, 4–8    |
| Lotus                   | Lola B12/80 | Lotus (Judd) 3.6 L V8                   | D           | 32 | Vitantonio Liuzzi        | 4–7       |
| Lotus                   | Lola B12/80 | Lotus (Judd) 3.6 L V8                   | D           | 32 | Jan Charouz              | 8         |
| Greaves Motorsport      | Zytek Z11SN | Nissan VK45DE 4.5 L V8                  | D           | 41 | Elton Julian             | Összes    |
| Greaves Motorsport      | Zytek Z11SN | Nissan VK45DE 4.5 L V8                  | D           | 41 | Christian Zugel          | Összes    |
| Greaves Motorsport      | Zytek Z11SN | Nissan VK45DE 4.5 L V8                  | D           | 41 | Ricardo González         | 1–4, 6–8  |
| Greaves Motorsport      | Zytek Z11SN | Nissan VK45DE 4.5 L V8                  | D           | 41 | Roberto González         | 5         |
| Greaves Motorsport      | Zytek Z11SN | Nissan VK45DE 4.5 L V8                  | D           | 42 | Alex Brundle             | 3–4       |
| Greaves Motorsport      | Zytek Z11SN | Nissan VK45DE 4.5 L V8                  | D           | 42 | Martin Brundle           | 3–4       |
| Greaves Motorsport      | Zytek Z11SN | Nissan VK45DE 4.5 L V8                  | D           | 42 | Lucas Ordoñez            | 3–4       |
| Starworks Motorsport    | HPD ARX-03b | Honda HR28TT 2.8 L Turbo V6             | D           | 44 | Enzo Potolicchio         | Összes    |
| Starworks Motorsport    | HPD ARX-03b | Honda HR28TT 2.8 L Turbo V6             | D           | 44 | Ryan Dalziel             | 1–5, 7–8  |
| Starworks Motorsport    | HPD ARX-03b | Honda HR28TT 2.8 L Turbo V6             | D           | 44 | Stéphane Sarrazin        | 1–2, 4–8  |
| Starworks Motorsport    | HPD ARX-03b | Honda HR28TT 2.8 L Turbo V6             | D           | 44 | Tom Kimber-Smith         | 3, 6      |
| PeCom Racing            | Oreca 03    | Nissan VK45DE 4.5 L V8                  | D           | 49 | Pierre Kaffer            | Összes    |
| PeCom Racing            | Oreca 03    | Nissan VK45DE 4.5 L V8                  | D           | 49 | Luís Pérez Companc       | Összes    |
| PeCom Racing            | Oreca 03    | Nissan VK45DE 4.5 L V8                  | D           | 49 | Soheil Ayari             | 1–4       |
| PeCom Racing            | Oreca 03    | Nissan VK45DE 4.5 L V8                  | D           | 49 | Nicolas Minassian        | 5–8       |

### LMGTE Pro
| Csapat                 | Autó                     | Motor                 | Gumiabroncs | #  | Versenyzők           | Fordulók |
| ---------------------- | ------------------------ | --------------------- | ----------- | -- | -------------------- | -------- |
| AF Corse               | Ferrari 458 Italia GT2   | Ferrari F142 4.5L V8  | M           | 51 | Gianmaria Bruni      | 1–5, 7–8 |
| AF Corse               | Ferrari 458 Italia GT2   | Ferrari F142 4.5L V8  | M           | 51 | Giancarlo Fisichella | Összes   |
| AF Corse               | Ferrari 458 Italia GT2   | Ferrari F142 4.5L V8  | M           | 51 | Toni Vilander        | 1, 3, 6  |
| AF Corse               | Ferrari 458 Italia GT2   | Ferrari F142 4.5L V8  | M           | 71 | Andrea Bertolini     | Összes   |
| AF Corse               | Ferrari 458 Italia GT2   | Ferrari F142 4.5L V8  | M           | 71 | Olivier Beretta      | Összes   |
| AF Corse               | Ferrari 458 Italia GT2   | Ferrari F142 4.5L V8  | M           | 71 | Marco Cioci          | 1, 3     |
| Luxury Racing          | Ferrari 458 Italia GT2   | Ferrari F142 4.5L V8  | M           | 59 | Frédéric Makowiecki  | 1–3      |
| Luxury Racing          | Ferrari 458 Italia GT2   | Ferrari F142 4.5L V8  | M           | 59 | Jaime Melo           | 1–3      |
| Luxury Racing          | Ferrari 458 Italia GT2   | Ferrari F142 4.5L V8  | M           | 59 | Jean-Karl Vernay     | 1        |
| Luxury Racing          | Ferrari 458 Italia GT2   | Ferrari F142 4.5L V8  | M           | 59 | Dominik Farnbacher   | 3        |
| Team Felbermayr-Proton | Porsche 997 GT3-RSR      | Porsche 4.0 L Flat-6  | M           | 77 | Marc Lieb            | Összes   |
| Team Felbermayr-Proton | Porsche 997 GT3-RSR      | Porsche 4.0 L Flat-6  | M           | 77 | Richard Lietz        | Összes   |
| Team Felbermayr-Proton | Porsche 997 GT3-RSR      | Porsche 4.0 L Flat-6  | M           | 77 | Patrick Pilet        | 1        |
| Team Felbermayr-Proton | Porsche 997 GT3-RSR      | Porsche 4.0 L Flat-6  | M           | 77 | Wolf Henzler         | 3        |
| Aston Martin Racing    | Aston Martin Vantage GTE | Aston Martin 4.5 L V8 | M           | 97 | Stefan Mücke         | Összes   |
| Aston Martin Racing    | Aston Martin Vantage GTE | Aston Martin 4.5 L V8 | M           | 97 | Darren Turner        | Összes   |
| Aston Martin Racing    | Aston Martin Vantage GTE | Aston Martin 4.5 L V8 | M           | 97 | Adrián Fernández     | 1–4      |

### LMGTE Am
| Csapat                    | Autó                    | Motor                | Gumiabroncs | #  | Versenyzők             | Fordulók  |
| ------------------------- | ----------------------- | -------------------- | ----------- | -- | ---------------------- | --------- |
| Larbre Compétition        | Chevrolet Corvette C6.R | Chevrolet 5.5 L V8   | M           | 50 | Patrick Bornhauser     | Összes    |
| Larbre Compétition        | Chevrolet Corvette C6.R | Chevrolet 5.5 L V8   | M           | 50 | Julien Canal           | Összes    |
| Larbre Compétition        | Chevrolet Corvette C6.R | Chevrolet 5.5 L V8   | M           | 50 | Pedro Lamy             | 1, 3, 7–8 |
| Larbre Compétition        | Chevrolet Corvette C6.R | Chevrolet 5.5 L V8   | M           | 50 | Fernando Rees          | 2, 4–6    |
| Larbre Compétition        | Chevrolet Corvette C6.R | Chevrolet 5.5 L V8   | M           | 70 | Jean-Philippe Belloc   | Összes    |
| Larbre Compétition        | Chevrolet Corvette C6.R | Chevrolet 5.5 L V8   | M           | 70 | Christophe Bourret     | Összes    |
| Larbre Compétition        | Chevrolet Corvette C6.R | Chevrolet 5.5 L V8   | M           | 70 | Pascal Gibon           | 1, 3–8    |
| JWA-Avila                 | Porsche 997 GT3-RSR     | Porsche 4.0 L Flat-6 | P M         | 55 | Joël Camathias         | Összes    |
| JWA-Avila                 | Porsche 997 GT3-RSR     | Porsche 4.0 L Flat-6 | P M         | 55 | Markus Palttala        | 1–5       |
| JWA-Avila                 | Porsche 997 GT3-RSR     | Porsche 4.0 L Flat-6 | P M         | 55 | Bill Binnie            | 1         |
| JWA-Avila                 | Porsche 997 GT3-RSR     | Porsche 4.0 L Flat-6 | P M         | 55 | Paul Daniels           | 2–8       |
| JWA-Avila                 | Porsche 997 GT3-RSR     | Porsche 4.0 L Flat-6 | P M         | 55 | Benny Simonsen         | 6         |
| JWA-Avila                 | Porsche 997 GT3-RSR     | Porsche 4.0 L Flat-6 | P M         | 55 | Kobajasi Kendzsi       | 7         |
| JWA-Avila                 | Porsche 997 GT3-RSR     | Porsche 4.0 L Flat-6 | P M         | 55 | Matt Bell              | 8         |
| Krohn Racing              | Ferrari 458 Italia GT2  | Ferrari F142 4.5L V8 | D M         | 57 | Niclas Jönsson         | Összes    |
| Krohn Racing              | Ferrari 458 Italia GT2  | Ferrari F142 4.5L V8 | D M         | 57 | Tracy Krohn            | Összes    |
| Krohn Racing              | Ferrari 458 Italia GT2  | Ferrari F142 4.5L V8 | D M         | 57 | Michele Rugolo         | Összes    |
| Luxury Racing             | Ferrari 458 Italia GT2  | Ferrari F142 4.5L V8 | M           | 58 | Pierre Ehret           | 1–3       |
| Luxury Racing             | Ferrari 458 Italia GT2  | Ferrari F142 4.5L V8 | M           | 58 | Dominik Farnbacher     | 1         |
| Luxury Racing             | Ferrari 458 Italia GT2  | Ferrari F142 4.5L V8 | M           | 58 | François Jakubowski    | 1         |
| Luxury Racing             | Ferrari 458 Italia GT2  | Ferrari F142 4.5L V8 | M           | 58 | Gunnar Jeannette       | 2–3       |
| Luxury Racing             | Ferrari 458 Italia GT2  | Ferrari F142 4.5L V8 | M           | 58 | Frankie Montecalvo     | 2–3       |
| AF Corse-Waltrip AF Corse | Ferrari 458 Italia GT2  | Ferrari F142 4.5L V8 | M           | 61 | Rui Águas              | 1–3, 6, 8 |
| AF Corse-Waltrip AF Corse | Ferrari 458 Italia GT2  | Ferrari F142 4.5L V8 | M           | 61 | Robert Kauffman        | 1–3, 6, 8 |
| AF Corse-Waltrip AF Corse | Ferrari 458 Italia GT2  | Ferrari F142 4.5L V8 | M           | 61 | Michael Waltrip        | 1         |
| AF Corse-Waltrip AF Corse | Ferrari 458 Italia GT2  | Ferrari F142 4.5L V8 | M           | 61 | Brian Vickers          | 2–3, 6    |
| AF Corse-Waltrip AF Corse | Ferrari 458 Italia GT2  | Ferrari F142 4.5L V8 | M           | 61 | Piergiuseppe Perazzini | 4         |
| AF Corse-Waltrip AF Corse | Ferrari 458 Italia GT2  | Ferrari F142 4.5L V8 | M           | 61 | Matt Griffin           | 4         |
| AF Corse-Waltrip AF Corse | Ferrari 458 Italia GT2  | Ferrari F142 4.5L V8 | M           | 61 | Marco Cioci            | 4, 8      |
| AF Corse-Waltrip AF Corse | Ferrari 458 Italia GT2  | Ferrari F142 4.5L V8 | M           | 61 | Francisco Longo        | 5         |
| AF Corse-Waltrip AF Corse | Ferrari 458 Italia GT2  | Ferrari F142 4.5L V8 | M           | 61 | Xandy Negrão           | 5         |
| AF Corse-Waltrip AF Corse | Ferrari 458 Italia GT2  | Ferrari F142 4.5L V8 | M           | 61 | Enrique Bernoldi       | 5         |
| AF Corse-Waltrip AF Corse | Ferrari 458 Italia GT2  | Ferrari F142 4.5L V8 | M           | 81 | Piergiuseppe Perazzini | 2–3       |
| AF Corse-Waltrip AF Corse | Ferrari 458 Italia GT2  | Ferrari F142 4.5L V8 | M           | 81 | Matt Griffin           | 2–3       |
| AF Corse-Waltrip AF Corse | Ferrari 458 Italia GT2  | Ferrari F142 4.5L V8 | M           | 81 | Marco Cioci            | 2         |
| AF Corse-Waltrip AF Corse | Ferrari 458 Italia GT2  | Ferrari F142 4.5L V8 | M           | 81 | Niki Cadei             | 3         |
| Team Felbermayr-Proton    | Porsche 997 GT3-RSR     | Porsche 4.0 L Flat-6 | M           | 88 | Christian Ried         | Összes    |
| Team Felbermayr-Proton    | Porsche 997 GT3-RSR     | Porsche 4.0 L Flat-6 | M           | 88 | Gianluca Roda          | Összes    |
| Team Felbermayr-Proton    | Porsche 997 GT3-RSR     | Porsche 4.0 L Flat-6 | M           | 88 | Paolo Ruberti          | Összes    |

## Nagydíjak
| Forduló | Pálya             | LMP1 győztes                                      | LMP2 győztes                                       | LMGTE Pro győztes                                  | LMGTE Am győztes                                | Összefoglaló |
| ------- | ----------------- | ------------------------------------------------- | -------------------------------------------------- | -------------------------------------------------- | ----------------------------------------------- | ------------ |
| 1       | Sebring           | No. 2 Audi Sport Team Joest                       | No. 44 Starworks Motorsport                        | No. 71 AF Corse                                    | No. 88 Team Felbermayr-Proton                   | Összefoglaló |
| 1       | Sebring           | Allan McNish Tom Kristensen Rinaldo Capello       | Ryan Dalziel Enzo Potolicchio Stéphane Sarrazin    | Andrea Bertolini Marco Cioci Olivier Beretta       | Christian Ried Paolo Ruberti Gianluca Roda      | Összefoglaló |
| 2       | Spa-Francorchamps | No. 3 Audi Sport Team Joest                       | No. 25 ADR-Delta                                   | No. 77 Team Felbermayr-Proton                      | No. 88 Team Felbermayr-Proton                   | Összefoglaló |
| 2       | Spa-Francorchamps | Romain Dumas Loïc Duval Marc Gené                 | John Martin Robbie Kerr Tor Graves                 | Marc Lieb Richard Lietz                            | Christian Ried Gianluca Roda Paolo Ruberti      | Összefoglaló |
| 3       | Le Mans           | No. 1 Audi Sport Team Joest                       | No. 44 Starworks Motorsport                        | No. 51 AF Corse                                    | No. 50 Larbre Compétition                       | Összefoglaló |
| 3       | Le Mans           | Marcel Fässler Benoît Tréluyer André Lotterer     | Ryan Dalziel Enzo Potolicchio Tom Kimber-Smith     | Gianmaria Bruni Giancarlo Fisichella Toni Vilander | Patrick Bornhauser Julien Canal Pedro Lamy      | Összefoglaló |
| 4       | Silverstone       | No. 1 Audi Sport Team Joest                       | No. 25 ADR-Delta                                   | No. 51 AF Corse                                    | No. 61 AF Corse-Waltrip                         | Összefoglaló |
| 4       | Silverstone       | Marcel Fässler Benoît Tréluyer André Lotterer     | Jan Charouz Tor Graves John Martin                 | Giancarlo Fisichella Gianmaria Bruni               | Piergiuseppe Perazzini Marco Cioci Matt Griffin | Összefoglaló |
| 5       | São Paulo         | No. 7 Toyota Racing                               | No. 44 Starworks Motorsport                        | No. 51 AF Corse                                    | No. 88 Team Felbermayr-Proton                   | Összefoglaló |
| 5       | São Paulo         | Alexander Wurz Nicolas Lapierre                   | Ryan Dalziel Enzo Potolicchio Stéphane Sarrazin    | Giancarlo Fisichella Gianmaria Bruni               | Christian Ried Gianluca Roda Paolo Ruberti      | Összefoglaló |
| 6       | Bahrain           | No. 1 Audi Sport Team Joest                       | No. 49 Pecom Racing                                | No. 51 AF Corse                                    | No. 88 Team Felbermayr-Proton                   | Összefoglaló |
| 6       | Bahrain           | Marcel Fässler Benoît Tréluyer André Lotterer     | Luís Pérez Companc Nicolas Minassian Pierre Kaffer | Giancarlo Fisichella Toni Vilander                 | Christian Ried Gianluca Roda Paolo Ruberti      | Összefoglaló |
| 7       | Fuji              | No. 7 Toyota Racing                               | No. 25 ADR-Delta                                   | No. 77 Team Felbermayr-Proton                      | No. 50 Larbre Compétition                       | Összefoglaló |
| 7       | Fuji              | Alexander Wurz Nicolas Lapierre Nakadzsima Kazuki | Tor Graves John Martin Nakano Sindzsi              | Marc Lieb Richard Lietz                            | Patrick Bornhauser Julien Canal Pedro Lamy      | Összefoglaló |
| 8       | Shanghai          | No. 7 Toyota Racing                               | No. 25 ADR-Delta                                   | No.97 Aston Martin Racing                          | No. 50 Larbre Compétition                       | Összefoglaló |
| 8       | Shanghai          | Alexander Wurz Nicolas Lapierre                   | Tor Graves John Martin Mathias Beche               | Stefan Mücke Darren Turner                         | Patrick Bornhauser Julien Canal Pedro Lamy      | Összefoglaló |

## Eredmények

### Pontozás
| Helyezés | 1. | 2. | 3. | 4. | 5. | 6. | 7. | 8. | 9. | 10. | További pozíció | Pole |
| Pont     | 25 | 18 | 15 | 12 | 10 | 8  | 6  | 4  | 2  | 1   | 0.5             | 1    |

### Versenyzők
| Helyezés | Versenyző                | Csapat                 | SEB | SPA | LMS | SIL | SÃO | BHR | FUJ | SHA | Pont  |
| -------- | ------------------------ | ---------------------- | --- | --- | --- | --- | --- | --- | --- | --- | ----- |
| 1=       | André Lotterer           | Audi Sport Team Joest  | 11  | 2   | 1   | 1   | 2   | 1   | 2   | 3   | 172.5 |
| 1=       | Benoît Tréluyer          | Audi Sport Team Joest  | 11  | 2   | 1   | 1   | 2   | 1   | 2   | 3   | 172.5 |
| 1=       | Marcel Fässler           | Audi Sport Team Joest  | 11  | 2   | 1   | 1   | 2   | 1   | 2   | 3   | 172.5 |
| 2=       | Allan McNish             | Audi Sport Team Joest  | 1   | 3   | 2   | 3   | 3   | 2   | 3   | 2   | 159   |
| 2=       | Tom Kristensen           | Audi Sport Team Joest  | 1   | 3   | 2   | 3   | 3   | 2   | 3   | 2   | 159   |
| 3=       | Alexander Wurz           | Toyota Racing          |     |     | Ki  | 2   | 1   | Ki  | 1   | 1   | 96    |
| 3=       | Nicolas Lapierre         | Toyota Racing          |     |     | Ki  | 2   | 1   | Ki  | 1   | 1   | 96    |
| 4=       | Nicolas Prost            | Rebellion Racing       | 17  | 4   | 3   | 6   | 4   | 4   | 4   | Ki  | 86.5  |
| 4=       | Neel Jani                | Rebellion Racing       | 17  | 4   | 3   | 6   | 4   | 4   | 4   | Ki  | 86.5  |
| 5        | Rinaldo Capello          | Audi Sport Team Joest  | 1   | 3   | 2   |     |     |     |     |     | 77    |
| 6=       | Romain Dumas             | Audi Sport Team Joest  | 2   | 1   | 4   |     |     |     |     |     | 67    |
| 6=       | Loïc Duval               | Audi Sport Team Joest  | 2   | 1   | 4   |     |     |     |     |     | 67    |
| 7=       | Nick Leventis            | Strakka Racing         | 8   | 6   | 22  | 5   | 5   | 3   | 6   | 6   | 64    |
| 7=       | Jonny Kane               | Strakka Racing         | 8   | 6   | 22  | 5   | 5   | 3   | 6   | 6   | 64    |
| 7=       | Danny Watts              | Strakka Racing         | 8   | 6   | 22  | 5   | 5   | 3   | 6   | 6   | 64    |
| 8=       | Harold Primat            | Rebellion Racing       | 19  | 5   | 9   | 4   | 6   | 5   | 7   | 4   | 62.5  |
| 8=       | Andrea Belicchi          | Rebellion Racing       | 19  | 5   | 9   | 4   | 6   | 5   | 7   | 4   | 62.5  |
| 9        | Enzo Potolicchio         | Starworks Motorsport   | 3   | 29  | 6   | 9   | 7   | 8   | 9   | 8   | 53.5  |
| 10=      | Peter Dumbreck           | JRM                    | 12  | 9   | 5   | 7   | 9   | Ki  | 5   | 5   | 50.5  |
| 10=      | David Brabham            | JRM                    | 12  | 9   | 5   | 7   | 9   | Ki  | 5   | 5   | 50.5  |
| 10=      | Karun Chandhok           | JRM                    | 12  | 9   | 5   | 7   | 9   | Ki  | 5   | 5   | 50.5  |
| 11       | Marc Gené                | Audi Sport Team Joest  |     | 1   | 4   |     |     |     |     |     | 49    |
| 12       | Ryan Dalziel             | Starworks Motorsport   | 3   | 29  | 6   | 9   | 7   |     | 9   | 8   | 48.5  |
| 13       | Nakadzsima Kazuki        | Toyota Racing          |     |     | Ki  | 2   |     |     | 1   |     | 44    |
| 14       | Nick Heidfeld            | Rebellion Racing       | 17  | 4   | 3   |     |     |     |     |     | 42.5  |
| 15       | Stéphane Sarrazin        | Starworks Motorsport   | 3   | 29  |     | 9   | 7   | 8   | 9   | 8   | 37.5  |
| 15       | Stéphane Sarrazin        | Toyota Racing          |     |     | Ki  |     |     |     |     |     | 37.5  |
| 16=      | Pierre Kaffer            | Pecom Racing           | 6   | 20  | 7   | 11  | 8   | 6   | 11  | 10  | 34.5  |
| 16=      | Luís Pérez Companc       | Pecom Racing           | 6   | 20  | 7   | 11  | 8   | 6   | 11  | 10  | 34.5  |
| 17=      | Tor Graves               | ADR-Delta              | 9   | 7   | 11  | 8   | 12  | 20  | 8   | 7   | 26    |
| 17=      | John Martin              | ADR-Delta              | 9   | 7   | 11  | 8   | 12  | 20  | 8   | 7   | 26    |
| 18       | Soheil Ayari             | Pecom Racing           | 6   | 20  | 7   | 11  |     |     |     |     | 21    |
| 19       | Tom Kimber-Smith         | Starworks Motorsport   |     |     | 6   |     |     | 8   |     |     | 21    |
| 20=      | Olivier Pla              | OAK Racing             | 4   | 13  | Ki  | 13  | 10  | 11  | 10  | 9   | 18.5  |
| 20=      | Jacques Nicolet          | OAK Racing             | 4   | 13  | Ki  | 13  | 10  | 11  | 10  | 9   | 18.5  |
| 21       | Timo Bernhard            | Audi Sport Team Joest  | 2   |     |     |     |     |     |     |     | 18    |
| 22       | Lucas di Grassi          | Audi Sport Team Joest  |     |     |     |     | 3   |     |     |     | 15    |
| 23       | Nicolas Minassian        | Pescarolo Team         |     | 11  | NC  |     |     |     |     |     | 14    |
| 23       | Nicolas Minassian        | Pecom Racing           |     |     |     |     | 8   | 6   | 11  | 10  | 14    |
| 24       | Congfu Cheng             | Rebellion Racing       |     |     |     |     |     |     |     | 4   | 12    |
| 25=      | Pierre Ragues            | Signatech-Nissan       |     | 25  | 8   | 10  | 14  | 10  | EX  | 13  | 11.5  |
| 25=      | Nelson Panciatici        | Signatech-Nissan       |     | 25  | 8   | 10  | 14  | 10  | EX  | 13  | 11.5  |
| 25=      | Roman Rusinov            | Signatech-Nissan       |     | 25  | 8   | 10  | 14  | 10  | EX  | 13  | 11.5  |
| 26=      | Elton Julian             | Greaves Motorsport     | 7   | 12  | 10  | 17  | 11  | 12  | 14  | 15  | 11    |
| 26=      | Christian Zugel          | Greaves Motorsport     | 7   | 12  | 10  | 17  | 11  | 12  | 14  | 15  | 11    |
| 27       | Ricardo González         | Greaves Motorsport     | 7   | 12  | 10  | 17  |     | 12  | 14  | 15  | 10.5  |
| 28=      | Emmanuel Collard         | Pescarolo Team         | 5   |     | Ki  |     |     |     |     |     | 10    |
| 28=      | Jean-Christophe Boullion | Pescarolo Team         | 5   |     | DNS |     |     |     |     |     | 10    |
| 28=      | Julien Jousse            | Pescarolo Team         | 5   |     |     |     |     |     |     |     | 10    |
| 29       | Robbie Kerr              | ADR-Delta              | 9   | 7   |     |     |     |     |     |     | 9     |
| 30=      | Olivier Lombard          | Signatech-Nissan       | Ki  | 28  | 14  | Ki  | Ki  | 7   | 15  | 11  | 8.5   |
| 30=      | Jordan Tresson           | Signatech-Nissan       | Ki  | 28  | 14  | Ki  | Ki  | 7   | 15  | 11  | 8.5   |
| 31       | Franck Mailleux          | Signatech-Nissan       | Ki  | 28† | 14  | Ki  | Ki  | 7   | 15  | 11  | 8     |
| 32       | Jan Charouz              | ADR-Delta              |     |     | 11  | 8   | 12  |     |     |     | 7.5   |
| 32       | Jan Charouz              | Lotus                  |     |     |     |     |     |     |     | Ki  | 7.5   |
| 33=      | Darren Turner            | Aston Martin Racing    | 18  | Ki  | 17  | 19  | 17  | 14  | 19  | 16  | 7     |
| 33=      | Stefan Mücke             | Aston Martin Racing    | 18  | Ki  | 17  | 19  | 17  | 14  | 19  | 16  | 7     |
| 34       | Matthieu Lahaye          | OAK Racing             | 4†  | 13  | Ki  | 13  | 10  | 11  | 10  | 9   | 6.5   |
| 35       | Mathias Beche            | ADR-Delta              |     |     |     |     |     |     |     | 7   | 6     |
| 36       | David Heinemeier Hansson | OAK Racing             |     | 8   | 12  | 14  |     |     |     |     | 5.5   |
| 37=      | Marc Lieb                | Team Felbermayr-Proton | 14  | 14  | Ki  | 23  | 18  | 15  | 17  | 17  | 5.5   |
| 37=      | Richard Lietz            | Team Felbermayr-Proton | 14  | 14  | Ki  | 23  | 18  | 15  | 17  | 17  | 5.5   |
| 38=      | Paolo Ruberti            | Team Felbermayr-Proton | 15  | 19  | Ki  | 21  | 20  | 17  | 23  | 20  | 5.5   |
| 38=      | Gianluca Roda            | Team Felbermayr-Proton | 15  | 19  | Ki  | 21  | 20  | 17  | 23  | 20  | 5.5   |
| 38=      | Christian Ried           | Team Felbermayr-Proton | 15  | 19  | Ki  | 21  | 20  | 17  | 23  | 20  | 5.5   |
| 39       | Bas Leinders             | OAK Racing             |     | 8   | 12  |     |     |     |     |     | 5     |
| 40=      | Jean-Philippe Belloc     | Larbre Compétition     | 16  | Ki  | 21  | 25  | 21  | 22  | 24  | 23  | 5     |
| 40=      | Pascal Gibon             | Larbre Compétition     | 16  |     | 21  | 25  | 21  | 22  | 24  | 23  | 5     |
| Helyezés | Versenyző                | Csapat                 | SEB | SPA | LMS | SIL | SÃO | BHR | FUJ | SHA | Pont  |

Félkövér - pole-pozíció

Notes
- † — Nem teljesítette a verseny során szükséges limit időt, de a pole-pozícióért megkapta az egy pontot.

### Gyártók világbajnoksága (LMP1)
| Helyezés | Csapat | SEB | SPA | LMS | SIL | SÃO | BHR | FUJ | SHA | Pont      |
| -------- | ------ | --- | --- | --- | --- | --- | --- | --- | --- | --------- |
| 1        | Audi   | 1   | 1   | 1   | 1   | 2   | 1   | 2   | 2   | 173 (209) |
| 2        | Toyota |     |     | Ki  | 2   | 1   | Ki  | 1   | 1   | 96        |
| Helyezés | Csapat | SEB | SPA | LMS | SIL | SÃO | BHR | FUJ | SHA | Pont      |

### Gyártók világbajnoksága (LMGTE PRO, LMGTE AM)
| Helyezés | Csapat             | SEB | SPA | LMS | SIL | SÃO | BHR | FUJ | SHA | Pont |
| -------- | ------------------ | --- | --- | --- | --- | --- | --- | --- | --- | ---- |
| 1        | Ferrari            | 1   | 2   | 1   | 1   | 1   | 1   | 2   | 2   | 338  |
| 1        | Ferrari            | 6   | 3   | 2   | 2   | 3   | 3   | 3   | 5   | 338  |
| 2        | Porsche            | 2   | 1   | 8   | 3   | 2   | 2   | 1   | 1   | 233  |
| 2        | Porsche            | 3   | 5   | Ki  | 5   | 4   | 4   | 6   | 4   | 233  |
| 3        | Chevrolet Corvette | 4   | 6   | 3   | 6   | 5   | 7   | 4   | 3   | 143  |
| 3        | Chevrolet Corvette | 5   | Ki  | 6   | EX  | EX  | 8   | 7   | 7   | 143  |
| Helyezés | Csapat             | SEB | SPA | LMS | SIL | SÃO | BHR | FUJ | SHA | Pont |

### LMP1 Trophy
| Helyezés | Csapat           | SEB | SPA | LMS | SIL | SÃO | BHR | FUJ | SHA | Pont |
| -------- | ---------------- | --- | --- | --- | --- | --- | --- | --- | --- | ---- |
| 1        | Rebellion Racing | 4   | 1   | 1   | 1   | 1   | 2   | 1   | 1   | 205  |
| 2        | Strakka Racing   | 2   | 3   | 4   | 2   | 2   | 1   | 3   | 3   | 148  |
| 3        | JRM              | 3   | 4   | 2   | 4   | 4   | Ki  | 2   | 2   | 123  |
| 4        | OAK Racing       | 6   | Ki  | Ki  |     |     |     | 5   | 4   | 30   |
| 5        | Pescarolo Team   | 1   |     | Ki  |     |     |     |     |     | 25   |
| Helyezés | Csapat           | SEB | SPA | LMS | SIL | SÃO | BHR | FUJ | SHA | Pont |

### LMP2 Trophy
| Helyezés | Csapat                  | SEB | SPA | LMS | SIL | SÃO | BHR | FUJ | SHA | Pont |
| -------- | ----------------------- | --- | --- | --- | --- | --- | --- | --- | --- | ---- |
| 1        | Starworks Motorsport    | 1   | 8   | 1   | 2   | 1   | 3   | 2   | 2   | 177  |
| 2        | ADR-Delta               | 5   | 1   | 4   | 1   | 5   | 6   | 1   | 1   | 154  |
| 3        | PeCom Racing            | 3   | 6   | 2   | 3   | 2   | 1   | 4   | 4   | 141  |
| 4        | OAK Racing              | 2   | 4   | Ki  | 4   | 3   | 4   | 3   | 3   | 100  |
| 5        | Greaves Motorsport      | 4   | 3   | 3   | 7   | 4   | 5   | 6   | 7   | 99   |
| 6        | Signatech-Nissan        | Ki  | 7   | 5   | Ki  | Ki  | 2   | 7   | 5   | 60   |
| 7        | Gulf Racing Middle East | 7   | 2   | Ki  | 5   | 7   | Ki  | 5   | Ki  | 44   |
| 8        | Lotus                   | 6   | Ki  | Ki  | 6   | 6   | Ki  | Ki  | 6   | 32   |
| Helyezés | Csapat                  | SEB | SPA | LMS | SIL | SÃO | BHR | FUJ | SHA | Pont |

### LMGTE Pro Trophy
| Helyezés | Csapat                 | SEB | SPA | LMS | SIL | SÃO | BHR | FUJ | SHA | Pont |
| -------- | ---------------------- | --- | --- | --- | --- | --- | --- | --- | --- | ---- |
| 1        | AF Corse               | 1   | 2   | 1   | 1   | 1   | 1   | 2   | 3   | 201  |
| 2        | Aston Martin Racing    | 3   | Ki  | 3   | 2   | 2   | 2   | 3   | 1   | 142  |
| 3        | Team Felbermayr-Proton | 2   | 1   | Ki  | 3   | 3   | 3   | 1   | 2   | 133  |
| 4        | Luxury Racing          | Ki  | 3   | 2   |     |     |     |     |     | 53   |
| Helyezés | Csapat                 | SEB | SPA | LMS | SIL | SÃO | BHR | FUJ | SHA | Pont |

### LMGTE Am Trophy
| Helyezés | Csapat                 | SEB | SPA | LMS | SIL | SÃO | BHR | FUJ | SHA | Pont |
| -------- | ---------------------- | --- | --- | --- | --- | --- | --- | --- | --- | ---- |
| 1        | Larbre Compétition     | 2   | 2   | 1   | 4   | 2   | 4   | 1   | 1   | 179  |
| 2        | Team Felbermayr-Proton | 1   | 1   | Ki  | 2   | 1   | 1   | 3   | 2   | 153  |
| 3        | Krohn Racing           | 5   | 5   | 2   | 3   | Ki  | 3   | 2   | 3   | 119  |
| 4        | AF Corse-Waltrip       | 4   | DNS | 4   | 1   | 3   | 2   |     | 4   | 108  |
| 5        | JWA-Avila              | 6   | 4   | 5   | 5   | 4   | 6   | 5   | 6   | 88   |
| 6        | Luxury Racing          | DNS | 3   | Ki  |     |     |     |     |     | 18   |
| Helyezés | Csapat                 | SEB | SPA | LMS | SIL | SÃO | BHR | FUJ | SHA | Pont |